# Vivaqua
VIVAQUA, anciennement Compagnie intercommunale bruxelloise des eaux (CIBE), est un organisme d'intérêt public du secteur de l'eau dont les activités couvrent la production et la distribution d'eau potable, la gestion des réseaux d’égouttage et la lutte contre les inondations en Région bruxelloise.
VIVAQUA est un des plus gros producteurs d’eau potable en Belgique. L'intercommunale alimente (directement ou indirectement, par la vente d’eau en gros) près d'un cinquième de la population du pays.
L'entreprise compte 1 400 collaborateurs.

## Historique

### En résumé

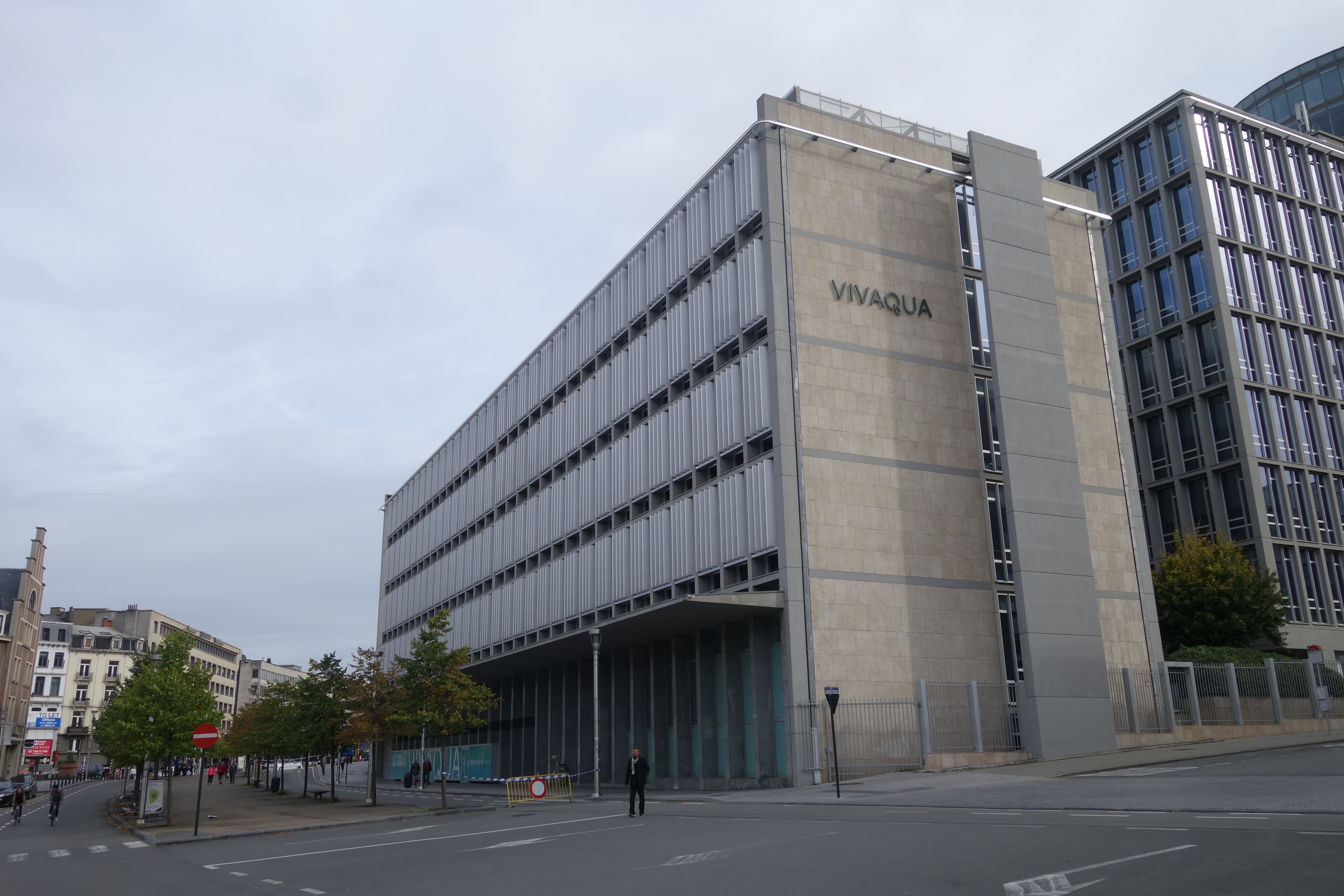
Siège de Vivaqua

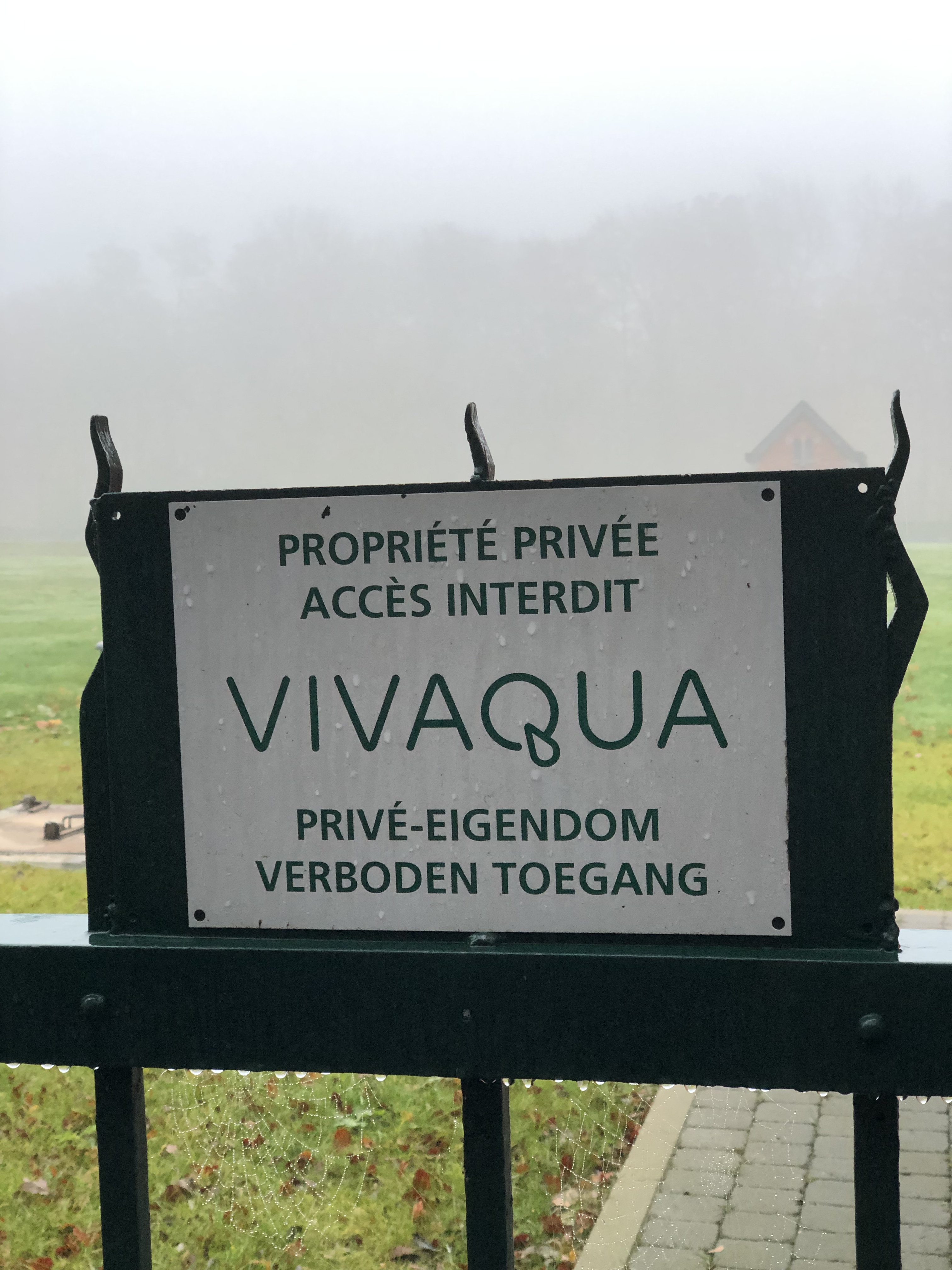
Panneau Vivaqua au chemin du Réservoir en forêt de Soignes.

Créée en 1891, la CIE (pour Compagnie intercommunale des eaux de l’Agglomération bruxelloise) a pour mission "d’assurer à l'agglomération bruxelloise une abondante distribution d’eau, d’excellente qualité, à bon marché et à une, pression suffisante pour les services de secours en cas d’incendie",.
En 1908, la CIE devient CIBE qui, en 2006, change à nouveau son nom en VIVAQUA. Ce dernier changement de nom a trois objectifs
1. moderniser l'image de l'entreprise en abandonnant l'abréviation CIBE,
2. avoir le même nom sur l'ensemble du territoire national,
3. coller à l'évolution des activités dans les trois régions.

En 2006, l'intercommunale associe 38 villes et communes. Au 1er janvier 2018, les communes flamandes associées à VIVAQUA reprennent la gestion des activités de distribution et d’assainissement sur leur territoire pour les confier à d'autres opérateurs publics flamands,.
En 2021, VIVAQUA associe 23 villes et communes (Anderlecht, Auderghem, Berchem-Sainte-Agathe, Braine-l'Alleud, Braine-le-Château, Bruxelles, Etterbeek, Evere, Forest, Ganshoren, Ixelles, Jette, Koekelberg, Molenbeek-Saint-Jean, Ottignies-Louvain-la-Neuve, Saint-Gilles, Saint-Josse-ten-Noode, Schaerbeek, Uccle, Waterloo, Watermael-Boitsfort, Woluwe-Saint-Lambert, Woluwe-Saint- Pierre) ainsi qu’une intercommunale, in BW.
En 1899, la Compagnie puise ses principaux besoins à l'extérieur de la région de Bruxelles : son premier captage se trouve à Spontin (captage par galeries).
Jusqu’en 1973, VIVAQUA assure l’alimentation par des eaux d’origine souterraine ; mais devant l’explosion démographique ainsi que l’élargissement des zones habitées, il lui devient impossible de confirmer cette technique d’approvisionnement par l’établissement de nouveaux sites de captage. Elle décide de changer radicalement ses méthodes en installant une usine de pompage et de traitement des eaux à Tailfer afin de capter directement l’eau dans la Meuse et de la rendre potable. Le premier des quatre modules est mis en service le 4 juin 1973. L’usine est terminée en 1976. Le débit de pompage est de 260 000 mètres cubes (m3) par jour; la production moyenne quotidienne de l’usine est approximativement 35 % de la production totale de VIVAQUA. Vivaqua investit énormément dans cette usine qui a subi de nombreuses évolutions (notamment une étape de préozonation ajoutée en 1992[réf. souhaitée], une deuxième filtration ou encore une postfiltration sur charbon actif en grains complétant le traitement depuis 2001).
En 1995, Vivaqua est la première intercommunale et société du secteur public à obtenir la certification ISO 9000. Par la suite ce fut le laboratoire qui est accrédité selon la norme EN 45001, puis en 2002, selon la norme ISO 17025 (comme laboratoire d'analyses et d'essais pour tous types d'eau).

### Date par date

#### Les fondations
En 1612, la mine de Vedrin produit de la pyrite, mais son exploitation est difficile en raison de très nombreuses infiltrations d’eau. Celles-ci cause son inondation en 1697[réf. souhaitée]. Cependant, afin de continuer l’exploitation, de nombreux travaux sont réalisés au cours des XVIIe et XVIIIe siècles ; et pour l’époque, des machines modernes et innovantes y sont installées.
Dès 1850, une étude sur la distribution d’eau de Bruxelles informe que les ressources locales ne permettent pas d’assurer une alimentation suffisante de la ville ; le service des eaux de la ville de Bruxelles, premier prémisse de l’intercommunale, est créé en septembre 1855[réf. souhaitée], un aqueduc amenant les eaux des sources du Hain ainsi que le premier compartiment du réservoir d’Ixelles sont inaugurés par la famille royale ; l’aqueduc de 26,135 km de long entre Braine-l'Alleud et Ixelles est construit[réf. souhaitée].
En 1860, l’usine de La Vau est mise en service, ainsi que les captages des sources de Braine-l'Alleud. En 1879, à la suite des nombreuses inondations de la mine de pyrite de Vedrin, celle-ci est définitivement abandonnée.[réf. souhaitée]
Douze années feront naître en 1872 le projet de création d’une galerie drainante dans la forêt de Soignes, en périphérie bruxelloise : les eaux sont récoltées et iront alimenter la ville basse[réf. souhaitée].
L’ouverture du concours en 1882 par le roi Léopold II a pour but de rechercher « le meilleur ouvrage sur la manière de pourvoir abondamment en eau et à moindre prix les principales villes du pays et tout spécialement l'agglomération bruxelloise, de la meilleure qualité d'eau potable ; en tenant compte de l’augmentation prévue du nombre d’habitants » et donnera véritablement naissance à l'intercommunale en 1891, avec la retenue du projet de Paul Van Hoegaerden : capter les eaux de la région de Modave et l’amener par adduction jusqu’à Boitsfort où celle-ci sera stockée en réservoir.
Mais finalement, l'intercommunale choisit le site de Spontin[réf. souhaitée] ; les premières eaux arrivent à Bruxelles en 1899[réf. souhaitée].
En 1988, la galerie de Lillois à Braine-L'Alleud est terminée.

#### Les débuts
Le projet de pompage des eaux de sources du Bocq à Spontin est approuvé en 1893 ; 82 kilomètres de galeries permettront d’acheminer ces eaux vers les réservoirs de Boitsfort et Schaerbeek. Un arrêté royal du 11 juillet 1894 approuve les conventions de captage : Durnal, Spontin et Sovet cèdent à l’intercommunale le droit de capter les sources dont elles sont propriétés.
Dès 1895, la CIE prend conscience de la nécessité de protéger la ressource et entame une politique de protection des zones de captage.
Ce sont donc les communes fondatrices (d'Ixelles, Saint-Gilles, Saint-Josse-ten-Noode, et Schaerbeek qui bénéficient des premiers services de la compagnie.
En janvier 1899 le captage et l’adduction des sources de la région de Spontin entre en service[réf. souhaitée]. Les eaux sont envoyées via le collecteur de « Spontin – Bruxelles » dans le réservoir de Boitsfort. C’est aussi l’année de la création du service d’analyse des eaux du Bocq.
Deux années plus tard, en 1904 donc, une usine de refoulement ainsi qu’un captage sont mis en production à Plancenoit, ainsi que l’acquisition d’un nouveau siège social où sera transféré le laboratoire d’analyse créé deux années plus tôt ; et en 1902, un décret d’utilité publique autorise les travaux pour Durnal et Crupet : les travaux débutent immédiatement. 1904 voit la fin de ceux-ci pour Crupet et mai 1905 pour Durnal.

#### LeXXesiècle

##### 1900 - 1938
La galerie de captage dite des Hayettes est achevée à Braine-l’Alleud en 1907 ; parallèlement au début du percement des galeries de Modave.
Une étape importante de changement d’image et de nom a lieu en 1908, la C.I.E. devient C.I.B.E. pour Compagnie intercommunale bruxelloise des eaux.
Les eaux d’écoulement sont prélevées de la mine de pyrite de Vedrin en 1910, rachetée un an plus tôt (seule la concession est rachetée)[réf. souhaitée]. Ce sont ainsi 18 000 m3 quotidiens qui sont envoyés via l’aqueduc de Spontin vers le réservoir de Boitsfort[réf. souhaitée].
À Modave, les travaux d’aqueducs sont interrompus en 1913[réf. souhaitée], avec le premier conflit mondial, pour reprendre en 1915 et se terminer en mai de la même année. Dès 1923, la Flandre est desservie par les eaux recueillies dans celui-ci.
Début 1930, puis 1931, des puits filtrants sont forés à Braine-l’Alleud ainsi que dans le Bois de la Cambre ; la CIBE agrandit aussi son territoire en achetant du terrain (autour du château) dans la région de Modave afin de constituer une zone de protection naturelle.
1932 voit l’inauguration du second plus grand réservoir de la CIBE, celui de la « Grande-Espinette » à Rhode-Saint-Genèse ; mais aussi le collecteur « Mazy – Espinette ».
Dans l’essor de l’année 1933, le Service des eaux de la ville de Bruxelles fait prendre possession des installations de captage bruxelloises à la CIBE en se fusionnant avec celle-ci ; Cet agrandissement continue en 1934 par l’achat de l’ancienne carrière de marbre de Saint-Martin ; puis met en service une installation de refoulement dans le Vieux-Genappe en 1935.
Les travaux de la carrière de Saint-Martin (carrière de Lemmens) se terminent en 1936.

##### 1939 - 1948
Pendant la période de la Seconde Guerre mondiale, en 1940, un arrêté royal autorise la réalisation du captage de Ligny ; sur l’année 1941, la CIBE continue d’acquérir du terrain dans la zone de Modave par l’achat notamment de la ferme et du château. 450 hectares constituent ainsi le patrimoine direct de la société.
1942 voit les travaux de Ligny commencer ; en 1943, le captage de Saint-Martin-Villeret est en fonction. Devant les pointes de consommation de 1945, Ligny rentre dans la production (seulement à 37.5 % de ses capacités)[réf. souhaitée].
Le captage de Ligny est achevé en 1946 ; la même année voit la naissance d’un autre projet de captage, cette fois dans la région d’Écaussinnes. La carrière « Rivière » est achetée à cet effet.
La SA « Mines de Pyrites de Vedrin » autorise en 1947 la CIBE à disposer des eaux de la mine qui est désaffectée.
C’est cette même année que des puits d’essai et témoins sont creusés dans la région montoise.
La CIBE n’en reste pas là : le captage d’Écaussinnes s’agrandit par l’achat d’une deuxième carrière (celle dite « Barette »).

##### 1949 - 1973
Progressivement de 1949 à 1952 les installations de Vedrin sont mises en service.
Au vu du succès des puits d’essais et témoins de la région de Mons, 1952 est aussi l’année de la demande officielle d’exploitation de ceux-ci.
Dans le Brabant wallon, à Waterloo, et un peu plus de vingt années après Braine-L’Alleud (en 1953, 1954), un puits est foré. 1954, c'est aussi la fin des travaux du captage d’Écaussinnes.
En 1961, l’autorisation d’utiliser les puits de la région montoise est accordée.
Avec son achat en 1964, la carrière de Lienne donne naissance à de nouvelles ressources mais ces dernières sont rapidement abandonnées, en effet le traitement de l’eau est pénible et lourd, voire coûteux.
Ce n’est que pour laisser la place à Nimy et Havré où les premiers puits de la région montoise sont mis en service. Mais c’est aussi cette année-là qu’est introduite la demande de prélever les eaux de la Meuse à Tailfer.
Vivaqua étudie en 1966 la possibilité d'augmenter sa capacité de stockage ainsi que sa manière de distribuer l’eau dans les quartiers dits « hauts » (les points culminants de Bruxelles) et s’oriente vers un réservoir de stockage d’eau situé à courte distance de la capitale mais situé à un point le plus élevé possible. Ainsi en 1967 cette étude mène au choix du bois de Callois sur le territoire communal de Lillois-Witterzée.
L’ouverture du complexe d’Havré date de 1968, composé d’une usine centrale, de pavillons sur puits, de conduites de liaison ainsi que des maisons de garde et des différents puits de Ghlin ; l’autorisation de prélever les eaux de surface de la Meuse est accordée cette même année ; l’achat de la carrière « Goffart » pour augmenter la capacité du captage d’Écaussinnes donnent à Vivaqua un renfort de ses infrastructures.
En 1968, Vivaqua commence la construction d’une tour d’équilibre et un nœud de vannage à Mazy.
C’est donc en 1969 que commencent les travaux pour l’usine de captage dans le fleuve à Lustin, au lieu-dit Tailfer. C’est aussi cette année qu’est mise en service la tour d’équilibre et le nœud de vannage de Mazy.
Dès 1970, les deux puits captants de Braine-l’Alleud sont en service et le captage « Goffart » à Ecaussine est opérationnel[réf. souhaitée].
Les travaux du réservoir de stockage du bois de Callois (dit « réservoir de Callois ») débutent en 1971. De plus, le captage de Goffart à Ecausinnes devient opérationnel.
1973 voit l’apparition d’un accord avec l’association sans but lucratif (asbl) « Les réserves naturelles et ornithologiques de Belgique » (actuellement Natagora) afin de préserver la faune et la flore dans la zone de protection.
Le premier des quatre modules de l’usine de Tailfer est mis en service. C’est donc un peu plus de 65 000 m3 d’eau potable qui sont fournis. Quelques mois après c’est un deuxième module de capacité similaire qui entre en production.[réf. souhaitée]

##### 1975 - 2000
1974 voit la mise en service des deux derniers modules de Tailfer ; alors que l’usine s’achève en 1976. Mais il n’y a pas que l’usine qui est achevée cette année-là, c’est aussi le premier compartiment du réservoir de Callois (et bien qu’il s’agit d’un réservoir destiné à alimenter la partie haute de Bruxelles, c’est un compartiment pour la partie basse qui est ouvert en premier).
En 1977 c’est le second compartiment qui est inauguré, cette fois destiné à la partie haute de la capitale.
1978, les nouveaux locaux du laboratoire sont mis en service. Ils quittent ainsi le siège social pour s’établir dans la commune d’Uccle.
3 années après (en 1980) le second compartiment bas est mis en service, suivi en 1981 par le second compartiment haut.
C’est le 8 mai 1981 que le réservoir est inauguré en présence de Sa Majesté le roi Baudouin Ier.
1987 renforce l’opinion de la protection des zones de captage de la CIBE lorsque la Région flamande et la Région bruxelloise décide de délimiter un territoire autour de chacune des implémentations de la compagnie ; suivi en 1990 par la Région Wallonne[pas clair].
À partir de 1991, la gestion du château de Modave est confié à l’association sans but lucratif « Musée du château de Modave ».
En 1992 une nouvelle étape dans la manière de rendre l’eau de la Meuse potable à l’usine de Tailfer : la préozonation de l’eau brute ; mais c’est aussi l’année de l’installation de deux pompes de surpression à Mazy qui refouleront une partie des eaux provenant de Bois-de-Villers vers le nœud de Daussoulx.
L’année 1994 donne naissance à un puits entre la carrière de Lienne et le Bocq. Ce puits sert à prélever les eaux de la nappe aquifère tout en profitant de la filtration du sol.
En 1995, le logiciel LIMS (pour Laboratory Information Management System) est implanté au laboratoire ; ce logiciel permet de gérer toutes les activités de celui-ci.
Et c’est donc avec le succès des différentes avancées technologiques, humaines et professionnelles que le laboratoire obtient l’accréditation de normes européennes EN 45001 le 12 mai 1998.

#### LeXXIesiècle
2000, les installations d’Havré sont modernisées.
En juin 2000, les laboratoires situés en province sont centralisés à celui de Bruxelles.
La post filtration sur charbon actif est la dernière étape à entrer dans le traitement de l’eau brute à l’usine de Tailfer en l’année 2001.
En décembre 2002, le laboratoire obtient la norme internationale ISO 17025.
En 2006, une seconde station de traitement commence à se construire à Ecaussines pour être inaugurée en 2011. Cette nouvelle entité dite de "nitrifiltration", traite via un circuit biologique de charbon actifs en grains les eaux issues des captages de Vivaqua dans la région de Mons, à Havré, Nimy et Ghlin.
En 2018, VIVAQUA et HYDROBRU, responsable alors de la distribution d’eau ainsi que de la gestion des réseaux d’égouts en Région bruxelloise qui déléguait l’ensemble de ses activités à VIVAQUA, fusionnent. Cette fusion permet une rationalisation des moyens,,,,.
En 2019, le Conseil d’Administration de VIVAQUA approuve VIVAnext, un Plan Stratégique qui s’étend de 2019 à 2024 et vise une modernisation de la société déclinée autour de six objectifs stratégiques assortis d’indicateurs de résultat.
En septembre 2020, VIVAQUA inaugure sa propre usine à coques, à Anderlecht. Cette usine lui permet de produire ses propres coques utilisées lors de la rénovation d’égouts, afin de dépendre moins du marché international, de diminuer les délais de livraison et d’éviter la flambée des prix,.

## Activités
Les activités principales de Vivaqua sont partagées en trois grands groupes :
1. la « production » de l’eau, est évidemment la fonction principale de cette intercommunale, comme cité plus haut elle puise ses ressources dans 26 grands sites répartis sur six provinces et six nappes aquifères. Les eaux fournies sont pompées de différentes manières : à l’émergence, par galerie, par puits, mines et rivières ou encore carrière ; près de la moitié de l'eau provient de la Meuse, à l'usine de Tailfer, près de Profondeville[29].
2. le contrôle de la qualité de l’eau et des prestations y associées, est certainement une activité importante de la compagnie. En effet par l’intermédiaire d’un laboratoire situé à Bruxelles, elle garantit la qualité de l'eau et assure aux autorités, aux clients et au public que les eaux distribuées sont conformes aux normes établies ;
3. la prestation de service, tel que sa présence dans la distribution d'eau potable, l’assainissement des eaux usées ou l’épuration.

Vulgairement dit, Vivaqua est présente dans toutes les activités concernant le cycle de l’eau, comprenant tant l’étude que le traitement ou encore le stockage (et bien d’autres).
Le chiffre d'affaires de Vivaqua est approximativement 230 millions d'euros pour un personnel d'un peu plus de 1 600 travailleurs.

### Quelques chiffres
En 2020 :
- Production 129,8 millions m3 (64 % d'eau souterraine et 36 % d'eau de surface)[31]
- Fournit de l’eau à l’ensemble de la Région bruxelloise et à huit opérateurs de l'eau.
- Fourniture journalière 354 670 m3 en moyenne.
- Population alimentée 2,25 millions d'habitants
- Réseaux
  - 520 km pour l'adduction
  - 222 km pour la répartition
  - 2 380 km pour la distribution[32]

### Sources
- Site officiel
- Intercommunale bruxelloise de distribution d’eau
- Les mines du Frizet et l'exploitation de l'eau
- Vivaqua sur IRISNET
- Nostalgie Lustinoise
- Dossier sur La Tribune de Bruxelles
- la cartographie chez Vivaqua, fichier PDF du Centre Informatique de la Région Bruxelloise,

#### Photographies et films
- quelques photographies de la mine de Vedrin, des anciennes installations de la CIBE à Namur, de l'usine de Tailfer, la carrière Gralex à Lustin (Tailfer)
- de nombreuses gravures, photographies et cartes postales de Bruxelles (1600 à nos jours), quelques gravures de l'ancien Bruxelles, lorsque les égouts n'étaient pas encore présent
- un film et quelques lignes sur Vivaqua
- photographie et commentaires sur le plus ancien réservoir de la Vivaqua

#### Dans les informations
- Le Soir : Vivaqua abreuve un belge sur cinq, résumé sur le parcours professionnel de Christiane Franck, la CIBE acteur unique, eau saine et moins chère (1988),

#### Divers
- renseignements sur le puits de la Hayette
- le voûtement de la Senne
- reportage sur le parcours de la Senne sous Bruxelles, photographies présentes
- musée des Sciences Naturelles, dossier sur l'eau
- projet pilote: la Senne comme source de chaleur
- un article sur Vivaqua sur le site AquaWal
- ULB : Chercheur d'eau